# Ladislav Beneš
Ladislav Beneš (Zlín, 1945. július 9. –) olimpiai bajnok cseh kézilabdázó.

## Pályafutása
A hatvanas évek végén kezdett profi kézilabda-csapatokban játszani. Ugyanezekben az években csatlakozott a kézilabda-válogatotthoz. Az 1972. évi nyári olimpiai játékokon csapata ezüstérmes lett.

## Sikerei, díjai
- 1972. évi nyári olimpiai játékok (1972)
  - ezüstérem